# Hembrismo

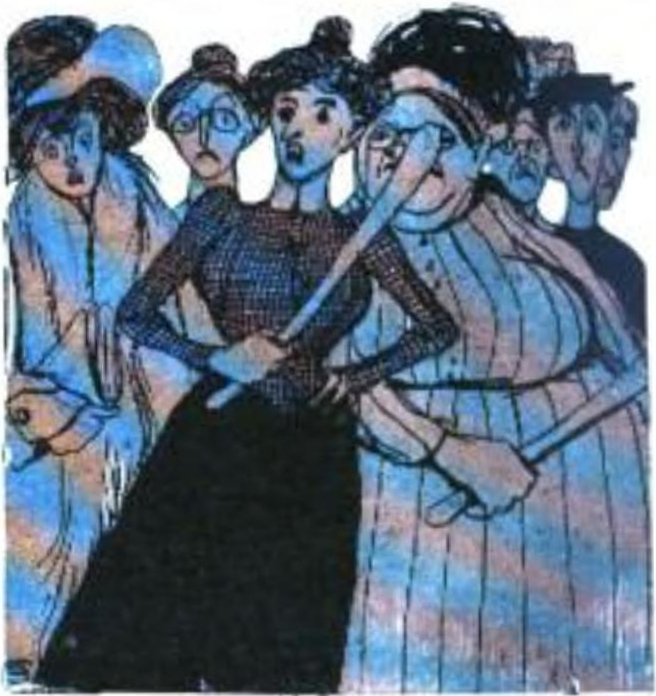
Rose: "With half a dozen English feminists, I think I will be able to fire the parliament!"

Hembrismo es un neologismo en español utilizado con distintas acepciones, entre las cuales, puede funcionar como sinónimo de misandria o desprecio y aversión al sexo masculino, otras veces se define como discriminación sexual contra los hombres, e incluso para referirse a sesgos de género que perjudican a los mismos en acciones u opiniones. Su origen se remontaría a comienzos de la segunda mitad del siglo XX para aludir a la contraparte femenina del machismo.
Algunos autores afirman que en ocasiones, en varios colectivos feministas existen actitudes de desprecio y rechazo al género masculino que podrían describirse como hembrismo, siendo un ejemplo de sexismo y suponiendo una actitud contraria a la naturaleza igualitaria del feminismo. En contraparte, según algunas posturas feministas, el uso del término hembrismo se trataría de un concepto machista que habría aparecido supuestamente para desprestigiar y ridiculizar al movimiento.

## Definición del concepto

### Como contraparte del machismo
El uso del constructo «hembrismo» data de la segunda mitad del siglo XX en la literatura académica, y habría sido construida en analogía a la palabra machismo, mediante la combinación del sustantivo 'hembra' y el sufijo -'ismo' (el cual significa «tendencia» o «movimiento»). El término está definido por el Diccionario de la lengua española como «concepción o actitud que presupone la superioridad de las mujeres respecto de los varones».
Una de las pioneras que habría utilizado este término en sentido psicosocial y sociológico fue la abogada y ensayista María Elvira Bermúdez en La vida familiar del mexicano de 1955, donde la refiere como la contraparte femenina del machismo, aseverando que sería «una amplificación artificial de las características que comúnmente han sido consideradas femeninas y que, a causa de que se limitan a un punto de vista estrictamente somático, invaden terrenos zoológicos: debilidad, actitud pasiva ante el macho, e inercia». Su desarrollo habría sido como forma de adaptarse a entornos sociales hostiles.
Para la autora, detrás del hembrismo estaría la existencia de una «ineptitud y egoísmo por parte de la mujer» al anteponer sus necesidades individuales o la mantención de su posición social por sobre otros aspectos como la familia y/o el rol en ella. El hembrismo estaría conformado por un conjunto de actitudes femeninas como la exagerada sumisión al hombre, la búsqueda de dependencia económica, la inclinación a sentirse incapaz, «su apego a la queja y al llanto continuos, inmotivados y aparatosos», la debilidad y la pasividad.

### Sexismo y discriminación
La académica Isabel Mata Coca define, en el año 2002 para la revista Eúphoros en el glosario de un artículo suyo, al hembrismo como «actitud de algunas mujeres que reclaman su superioridad respecto al hombre». Para el lexicógrafo Manuel Alvar Ezquerra, catedrático de Lengua Española de la Universidad Complutense de Madrid, la definición del término sería: «discriminación sexual, de carácter dominante, adoptada por las mujeres».
El término suele ser utilizado frecuentemente entre activistas de colectivos, como puedan ser las Asociaciones de Padres de Familia Separados y movimientos masculinistas o activismo de derechos de los hombres, los cuales han criticado aquellas acciones llevadas a cabo por sectores sociales y políticos que han desarrollado, según sus oponentes, un ventajismo político, social, cultural y legal en favor de la mujer, perjudicando directamente al hombre, y avasallando el principio de igualdad ante la ley.

### Marianismo
Algunos investigadores han sugerido que su enfoque sería similar al marianismo, entendido como la definición original dada por Evelyn Stevens de «el culto a la superioridad espiritual femenina que enseña que las mujeres son semidivinas, moralmente superiores y espiritualmente más fuertes que los hombres». Desde el mundo de la antropología y la sociología, hay investigadores que han encontrado una correlación entre el fenómeno del hembrismo y el culto o la devoción a la virgen María, vista como el paradigma de la mujer ideal cuyos patrones de comportamiento se debieran seguir. El concepto de hembrismo, en este contexto, se refiere a un rol de dominada que reproducirían las mujeres dentro de la sociedad. Es un concepto relacionado con el machismo de los hombres, donde estos cuentan con el dominio de la fuerza y las mujeres con superioridad moral. La existencia de reciprocidad entre el hembrismo y el machismo ha sido discutida por varios autores a fines de la década de 1960 y principios de la década de 1970 aludiendo a ciertas características del rol de género descritas por el marianismo —autosacrificio, pasividad, dependencia, devoción a los esposos e hijos, represión sexual y un fuerte sentido de moralidad, donde la familia es lo esencial y por la cual se deben hacer todos los sacrificios necesarios—, indicando que el hembrismo la situaría en una situación de poder.
Así es como lo define la filósofa Victoria Sendón de León, para quien este hembrismo «se caracteriza por una exagerada actitud de sumisión, pasividad, dependencia, abnegación y resignación». Según la psicóloga Joanna English Morse, esto es lo que las mujeres latinas marianistas considerarían que les da «superioridad moral por sobre los varones». De lo que se sustrae que el término tuvo históricamente acepciones divergentes a la contemporánea. Sin embargo, la literatura académica más reciente, ha indicado que ambos conceptos no serían iguales.

## Cuestionamientos a la definición del término
Para la periodista Montserrat Barba, desde el punto de vista del feminismo de género, la palabra «hembrismo» para criticar a las feministas es un producto derivado del machismo, y el término se usa con el objeto expreso de ridiculizar las posiciones feministas y así perpetuar un desequilibrio social favorable a los hombres frente a las mujeres. Esta periodista critica su equiparación al machismo, porque para ella no existen grupos organizados cuyo propósito sea menoscabar los derechos de los hombres por el simple hecho de serlo y de forma sistématica. La escritora María Elena Simón Rodríguez también considera equivocado el uso del término como sinónimo de feminismo radical. La periodista Vanessa Rivera de la Fuente sugiere que el término hembrismo se usa para dividir a las mujeres y evitar que formen un frente común frente a las discriminaciones de género que aún existen.
La escritora feminista Barbijaputa opina que el hembrismo es una entelequia:

Para que el hembrismo pudiera existir realmente, tendrían que darse en nuestra sociedad unas causas materiales (que no hay) y un sistema que las respaldase (que tampoco), además de mecanismos que favorecieran las relaciones de poder de las mujeres sobre los hombres (que otra vez tampoco).